# Jorge Albistur
Jorge Albistur Velazco (Montevideo, 23 de enero de 1940 - 19 de enero de 2019) fue un escritor, docente y crítico literario uruguayo.

## Biografía
Nació en 1940, en el barrio Pocitos de Montevideo. Vivió en Jaureguiberry algunos años.  Egresó como profesor de literatura del Instituto de Profesores Artigas.
Estuvo siempre en contacto con la cultura española, especialmente cuando vivió en España seis meses, durante la época de la dictadura uruguaya, a consecuencia de la cual fue destituídocomo docente.
Crítico y ensayista. Inspector de Literatura de Enseñanza Secundaria y de la Facultad de Humanidades y Ciencias de la Comunicación. En la casa de su esposa,Prof. Claudia Díaz Bergallo enPlaya Grande, próxima a Piriápolis, continuó escribiendo para el semanario Brecha. También participó como jurado en concursos internacionales relacionados con su especialidad.
Fue columnista en el suplemento La Semana del diario El Día, el semanario Brecha y la revista Cuadernos hispanoamericanos. Colaboró en diversas obras colectivas.
Estado Civil: divorciado 
Esposa : Prof Claudia Díaz Bergallo (desde 1995 a 2010)
Hijos: Patricia,Mariana,Fernanda, Alvaro (fallecido) y Nadia Albistur Díaz 

## Obras
- El rumor de las hojas (1965)
- El poema del Cid (1978)
- Literaturas del siglo XX (1986)
- Leyendo El Quijote (1986)
- La enseñanza y sus contextos: memorias de un inspector (1995)
- Grandes novelas del siglo XX (Ed. de la Banda Oriental 2014)[6]